# Elezioni suppletive per la Camera dei rappresentanti degli Stati Uniti d'America del 1789
Nel corso del 1789 si tennero elezioni suppletive per la Camera dei rappresentanti per eleggere deputati della Camera dei rappresentanti dei distretti rimasti vacanti. 

## Risultati

### New Hampshire at-large
Le elezioni politiche suppletive nel distretto congressuale at-large del New Hampshire si sono tenute il 22 giugno, in seguito allea non accettazione della candidatura di Benjamin West 
| Partito                            | Partito                                  | Candidato                          | Risultati 22 giugno | Risultati 22 giugno |
| Partito                            | Partito                                  | Candidato                          | Voti                | %                   |
| ---------------------------------- | ---------------------------------------- | ---------------------------------- | ------------------- | ------------------- |
|                                    | Federalisti                              | Abiel Foster                       | 1 804               | 61,28               |
|                                    | Antifederalismo                          | John Samuel Sherburne              | 538                 | 18,27               |
|                                    | Federalisti                              | James Sheafe                       | 190                 | 6,45                |
|                                    | Indipendente                             | Elisha Payne                       | 138                 | 4,69                |
|                                    | Indipendente                             | Joshua Atherton                    | 112                 | 3,80                |
|                                    | Antifederalismo                          | Nathaniel Peabody                  | 86                  | 2,92                |
|                                    | Federalisti                              | Simeon Olcott                      | 76                  | 2,58                |
|                                    |                                          |                                    |                     |                     |
| Iscritti                           | Iscritti                                 | Iscritti                           | 3 044               | 100,00              |
| ↳ Votanti (% su iscritti)          | ↳ Votanti (% su iscritti)                | ↳ Votanti (% su iscritti)          | 3 044               | 100,00              |
| ↳ Voti validi (% su votanti)       | ↳ Voti validi (% su votanti)             | ↳ Voti validi (% su votanti)       | 2 944               | 96,71               |
| ↳ Schede non valide (% su votanti) | ↳ Schede non valide (% su votanti)       | ↳ Schede non valide (% su votanti) | 100                 | 3,29                |
| ↳ Astenuti (% su iscritti)         | ↳ Astenuti (% su iscritti)               | ↳ Astenuti (% su iscritti)         | 0                   | 0,00                |
|                                    |                                          |                                    |                     |                     |
|                                    | Esito: collegio confermato a Federalisti |                                    |                     |                     |

## Riepilogo
| Dat       | Stato         | Collegio | Parlamentare uscente | Partito     | Parlamentare eletto | Partito     |
| --------- | ------------- | -------- | -------------------- | ----------- | ------------------- | ----------- |
| 22 luglio | New Hampshire | At-large | Benjamin West        | Federalisti | Abiel Foster        | Federalisti |